# Vörösnyakú sarlóstimália
A vörösnyakú sarlóstimália (Pomatorhinus ruficollis) a madarak osztályának verébalakúak (Passeriformes) rendjébe és a timáliafélék (Timaliidae) családjába tartozó faj.

## Rendszerezése
A fajt Brian Houghton Hodgson angol ornitológus írta le 1836-ban.

## Alfajai
- Pomatorhinus ruficollis albipectus La Touche, 1923
- Pomatorhinus ruficollis bakeri Harington, 1914
- Pomatorhinus ruficollis beaulieui Delacour & Greenway, 1940
- Pomatorhinus ruficollis bhamoensis Mayr, 1941
- Pomatorhinus ruficollis eidos Bangs, 1930
- Pomatorhinus ruficollis godwini Kinnear, 1944
- Pomatorhinus ruficollis hunanensis Cheng, 1974
- Pomatorhinus ruficollis laurentei La Touche, 1921
- Pomatorhinus ruficollis nigrostellatus Swinhoe, 1870
- Pomatorhinus ruficollis reconditus Bangs & J. C. Phillips, 1914
- Pomatorhinus ruficollis ruficollis Hodgson, 1836
- Pomatorhinus ruficollis similis Rothschild, 1926
- Pomatorhinus ruficollis stridulus Swinhoe, 1861[2]

## Előfordulása
Dél- és Délkelet-Ázsiában, Banglades, Bhután, India, Kína, Laosz, Mianmar, Nepál és Vietnám területén honos. Természetes élőhelyei a szubtrópusi vagy trópusi hegyi esőerdők, mérsékelt övi magaslati erdők és cserjések. Állandó, nem vonuló faj.

## Megjelenése
Testhossza 19 centiméter, testtömege 19-39 gramm.

## Természetvédelmi helyzete
Az elterjedési területe rendkívül nagy, egyedszáma pedig stabil. A Természetvédelmi Világszövetség Vörös listáján nem fenyegetett fajként szerepel.